# Kapinawa
I Kapinawa (o anche Capinawá, Kapon) sono un gruppo etnico del Brasile che ha una popolazione stimata in circa 422 individui. Parlano la lingua portoghese (D:Brazilian Portuguese-POR05) e sono principalmente di fede animista.
Vivono nello Stato brasiliano di Pernambuco. Molti Kapinawa oggi parlano il portoghese come lingua madre. Sono prossimi all'estinzione.